# 霸寶集團
霸寶集團有限公司，簡稱霸寶集團（英語：PACPO HOLDINGS LIMITED，港交所除牌時0295.HK），在1991年2月28日，從萬順實業(集團)有限公司更名而來。
在1991年自從汪世忠和太平協和集團收購後，曾經營中國房地產業務，後來長期業務虧損，在1994年，由蔡陳葆心兒子進行收購企業，1994年7月17日，更名為和山企業發展有限公司。1997年7月16日，再更名為江山控股有限公司至今。

## 連結
- Kongsun-Holdings.com